# Christine de Pisan

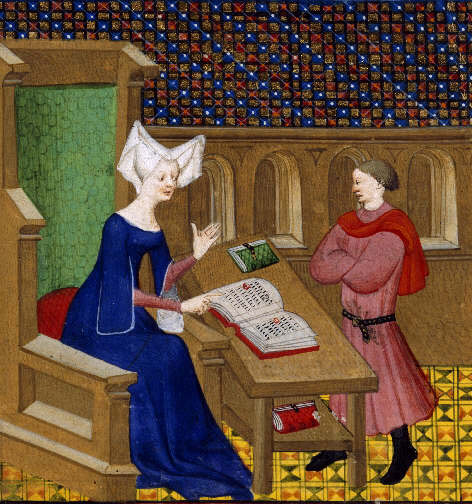
Christine de Pizan

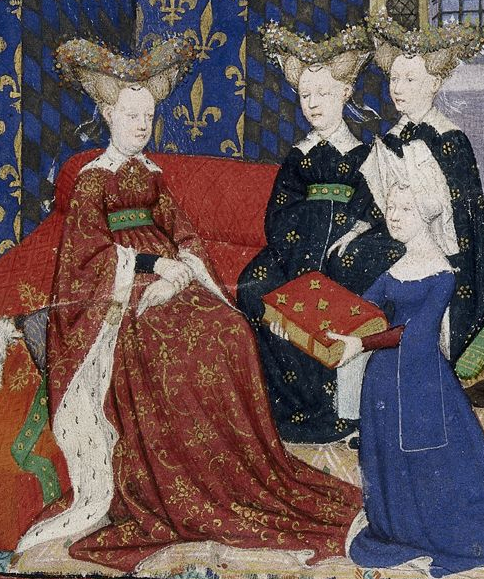
Christine de Pizan

Christine de Pisan (n. 11 septembrie 1364, Veneția, Republica Veneția – d. 1431, Poissy, Île-de-France, Franța) a fost una din cele mai mari scriitoare ale epocii medievale. A compus peste 300 de balade și multe alte poeme, câteva cărți și povești, toate indicând încontinuu virtuțile femeii și poziția acesteia în societatea dominată de forța bărbaților. Este recunoscută ca prima feministă din istorie.

## Viața
Născută în Veneția, 1364, ca fiică a psihologului, astrologului și Consilierului Republicii  Veneția,  Tommaso di Benvenuto da Pizzaro, Christine și-a urmat tatăl în Franța, la Curtea Regală pariziană, unde însuși regele l-a solicitat să-i fie psiholog, alchimist și astronom. La vârsta de 15 ani s-a măritat cu Estienne de Castel, secretar regal și au avut trei copii: o fată (care a mers să trăiască la Abația Dominincană din Poissy în 1397 ca damă de companie a fiicei regelui, Marie), un băiat, Jean și un alt prunc, care a murit din copilărie. Când soțul ei s-a stins din viață, în 1390, Christine s-a apucat, la numai 24 de ani, să scrie pentru a-și câștiga existența.
În 1399, a scris 100 de balade, iar datorită succesului obținut cu această carte a fost invitată la curtea regală. Aici l-a cunoscut pe contele de Salisbury, prieten al regelui Richard al II-lea al Angliei. Prin intermediul contelui, lucrările sale au ajuns cunoscute în Anglia.
Cariera ei literară s-a dezvoltat în continuare și a declanșat o reală campanie pentru drepturile femeilor. Deși a evidențiat meritele femeilor în scrierile sale, Christine nu a încercat să le modifice statutul în societate. A protestat împotriva modului în care femeile sunt tratate de bărbați și a elogiat faptele și rolul femeilor în istorie, însă opera ei nu a fost revoluționară și s-a supus regulilor timpului său.
În acea perioadă, după Ciuma Neagră care devastase trei sferturi din populația Europei, femeile, care reușiseră cel mai bine să se adapteze, începuseră să câștige mai mult teren în fața puterii masculine, ocupând locuri mai importante în societatea medievală. Christine a fost prima femeie care a trăit din scris, din „mecenat” princiar. 
În 1414, Christine s-a retras la mânăstirea Poissy, alături de fiica ei.

## Opera

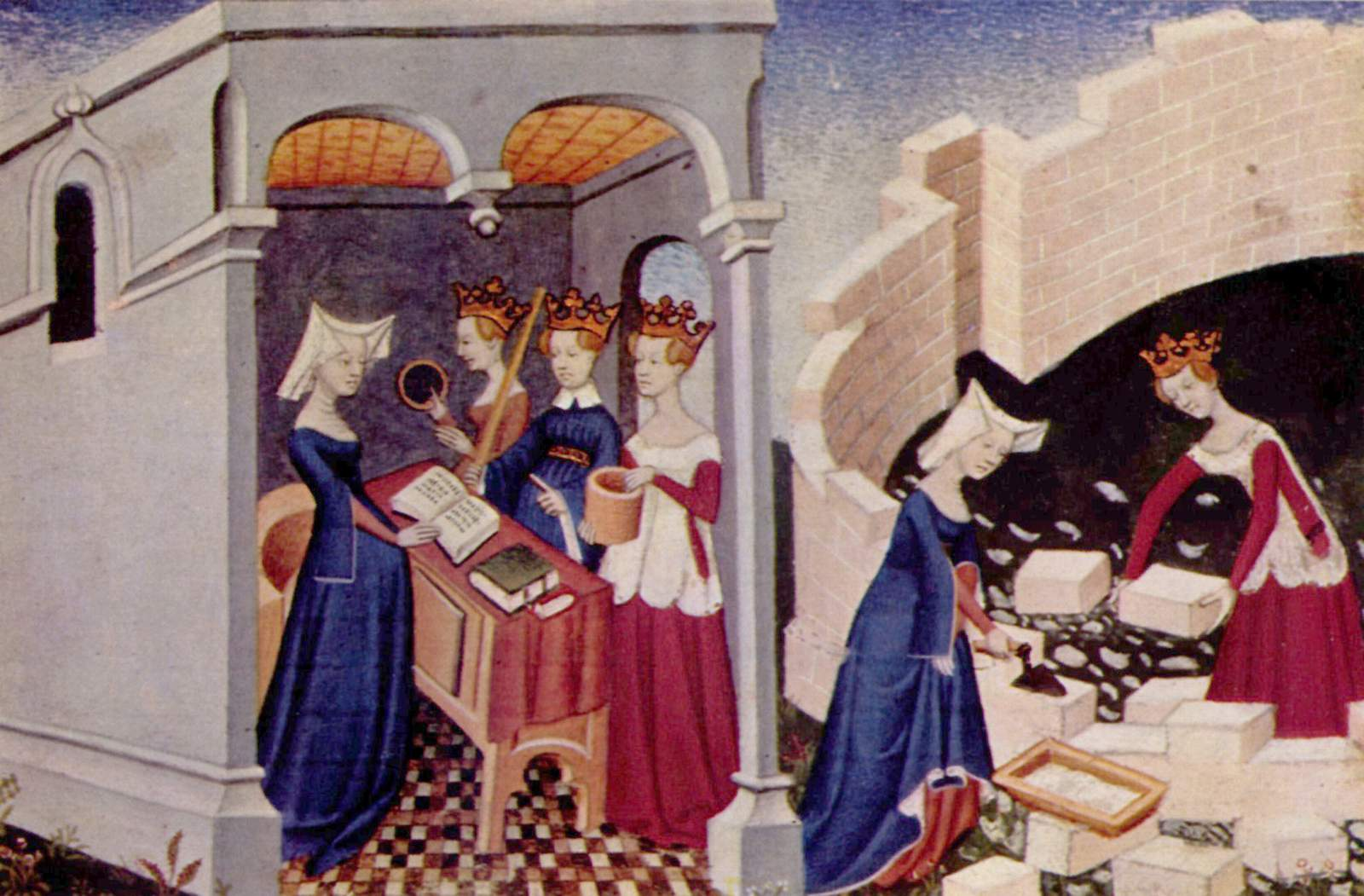
Imagine din Cartea cetății doamnelor

Opera ei cuprinde 123 de balade, 81 de cântece și 344 de rondeluri.
Apărută în 1405, Cartea cetății doamnelor (Trésors de la Cité des Dames) încearcă să spulbere prejudecățile, larg răspândite la acea vreme, privind inferioritatea femeilor. Christine de Pisan imaginează un oraș ideal al doamnelor unde nu există trepte sociale sau ranguri nobiliare și îl populează cu figuri de sfinte, eroine, poete sau regine ce ilustrează imensul potențial creator pe care femeile îl pot oferi lumii. O apologie a virtuților femeilor, Cartea cetății doamnelor este considerată îndeobște prima utopie feministă din literatura universală și a devenit un model pentru literatura feminină ulterioară.
Alte lucrări au fost: Le livre de faits et bonnes moeurs du sage roy Charles V (1404), Le livre du corps de Policie (1407), Le livre de la Paix (1413), Le livre des faits d'armes et de chevaleire (1410).
În 1430 a scris Le Ditié de Jeanne d'Arc, în amintirea Ioanei d'Arc.